# ديفيد دبليو. بال
ديفيد دبليو. بال (بالإنجليزية: David W. Ball)‏ (12 سبتمبر 1949، دنفر في الولايات المتحدة)؛ كاتب وروائي أمريكي.